# Narelle Tippett
Narelle Tippett, connue sous son nom de mariage Narelle Krizek, née le 26 décembre 1976, est une joueuse professionnelle de squash représentant l'Australie. Elle atteint la 26e place mondiale en janvier 1999, son meilleur classement. Elle est la sœur cadette de Natarsha Tippett, également joueuse de squash.

## Biographie
Ses parents dirigeaient un club de squash et avec sa sœur Natarsha, elle jouait dès que possible. Elle fait partie avec les jumelles Kate Major et Emma Major, Rachael Grinham de l'équipe d'Australie, championne du monde junior par équipes en 1995.
Elle joue pendant quelques années sur le circuit professionnel participant à deux championnats du monde en 1995 et 1996, s'inclinant à chaque fois au premier tour. Elle devient entraîneur à Merion (en) prenant la suite de sa sœur Natarsha.
Narelle Tippett vit à Baltimore avec son mari Rob et leurs fils William et Blake.